# 10,000 Light Years Ago
10,000 Light Years Ago is het tweede soloalbum van John Lodge. Het werd uitgegeven in 2015 toen Lodge (nog) steeds op tournee was met The Moody Blues. Het was een minialbum, want de tijdsduur bedroeg slechts 31 minuten. Hij nam het album op in geluidsstudio’s de Verenigde Staten te Bonita Springs, Palm Springs, Burbank en in het Verenigd Koninkrijk te Surrey. Het album bevat een van de laatste opnamen van Ray Thomas, ex-Moody die afscheid had genomen van de muziekwereld en in 2018 overleed. Een andere ex-Moody Mike Pinder (Mellotron Magic) was ook even te horen in de track "Simply Magic" die Lodge schreef voor zijn kleinzoon. Het album verscheen op het platenlabel Esoteric Antenna, een sublabel van Esoteric Recordings, bijna geheel gewijd aan de progressieve rock uit de jaren zeventig; het tijdperk waarin de Moodies hun grootste successen kenden. 
Tegelijk met het album verscheen ook een luxe editie met een extra dvd met opnames achter de schermen etc.

## Musici
- John Lodge – zang, basgitaar, gitaar
- Alan Hewitt – toetsinstrumenten, zang (speelde bij Moody Blues)
- Chris Spedding – gitaar
- Ray Thomas  – dwarsfluit en basfluit op Simply magic
- Mike Pinder – mellotron op Simply magic
- Brian Howe – zang
- Brian Price – gitaar
- Gordon Marshall – drumstel (speelde bij Moody Blues)
- John Defaria – gitaar
- Norda Mullen – dwarsfluit (speelde bij Moody Blues)
- Mike Piggott – viool

## Muziek
| Nr. | Titel                    | Schrijver(s)  | Duur |
| --- | ------------------------ | ------------- | ---- |
| 1.  | In My Mind               | Lodge, Hewitt | 4:53 |
| 2.  | Those Days in Birmingham | Lodge, Hewitt | 3:17 |
| 3.  | Get Me Out of Here       | Lodge, Hewitt | 3:55 |
| 4.  | Simply Magic             | Lodge         | 2:44 |
| 5.  | (You Drive Me) Crazy     | Lodge, Hewitt | 2:38 |
| 6.  | Love Passed Me By        | Lodge         | 3:24 |
| 7.  | Lose Your Love           | Lodge         | 4:01 |
| 8.  | 10,000 Light Years Ago   | Lodge         | 4:55 |

- MusicBrainz release group: 8eb3b792-c208-4eae-bbcc-6c6ac27e4557